# Línguas românicas
As línguas românicas, também conhecidas como línguas neolatinas, latinas, ou colectivamente como romance ou romanço, são idiomas que integram o vasto conjunto das línguas indo-europeias que se originaram da evolução do latim, principalmente do latim vulgar, falado pelas classes mais populares.
Atualmente, essas línguas são representadas pelos seguintes idiomas mais conhecidos e mais falados no mundo: o português, o castelhano (também conhecido como espanhol), o italiano, o francês e o romeno. Há, também, uma grande quantidade de idiomas usados por grupos minoritários de falantes, como:
- nas diferentes regiões da Espanha, onde são falados o catalão (que tem o valenciano como dialeto), o aragonês, o galego, o asturiano e o leonês;
- em Portugal, onde é falado o mirandês;
- nas diferentes regiões da Itália, onde são falados o lombardo, o vêneto, o lígure, o siciliano, o piemontês, o napolitano (com as suas variações dialetais) e o sardo;
- no sul da França, onde são falados o occitano (que tem o provençal e o gascão como dialetos), o franco-provençal e outras línguas dialetais derivadas do próprio idioma (como o picardo, o Pictavo-sântone e o normando) e o corso;
- e na Suíça, onde é falado o romanche.

No extremo norte da França e no sul da Bélgica, são falados dois idiomas também românicos: o valão e o picardo. O dalmático, falado na antiga Dalmácia, na região dos Bálcãs, e o rético, falado na Récia, antiga província do Império Romano localizada ao norte da Itália, são línguas românicas atualmente extintas (ver: Romania submersa). O rético derivou as chamadas línguas reto-românicas (dentre as quais se inclui o romanche) faladas na Suíça e no norte da Itália.

## História
As línguas românicas são a continuação do latim vulgar, o dialeto popular e informal do latim falado por várias camadas da população romana, que se distinguia da forma clássica da língua falada pelas classes superiores romanas, a forma em que a língua era geralmente escrita.
Entre 350 a.C. e 150 d.C, a expansão do Império, juntamente com as suas políticas administrativas e educacionais, fez com que a língua latina fosse a dominante na parte continental da Europa Ocidental, além de fazer com que a língua fizesse contato com as línguas das regiões. O latim exerceu também uma forte influência noutros pontos geográficos, isto é, no sudeste da Inglaterra, na província romana da África e na zona dos Bálcãs ao norte da Linha Jireček.

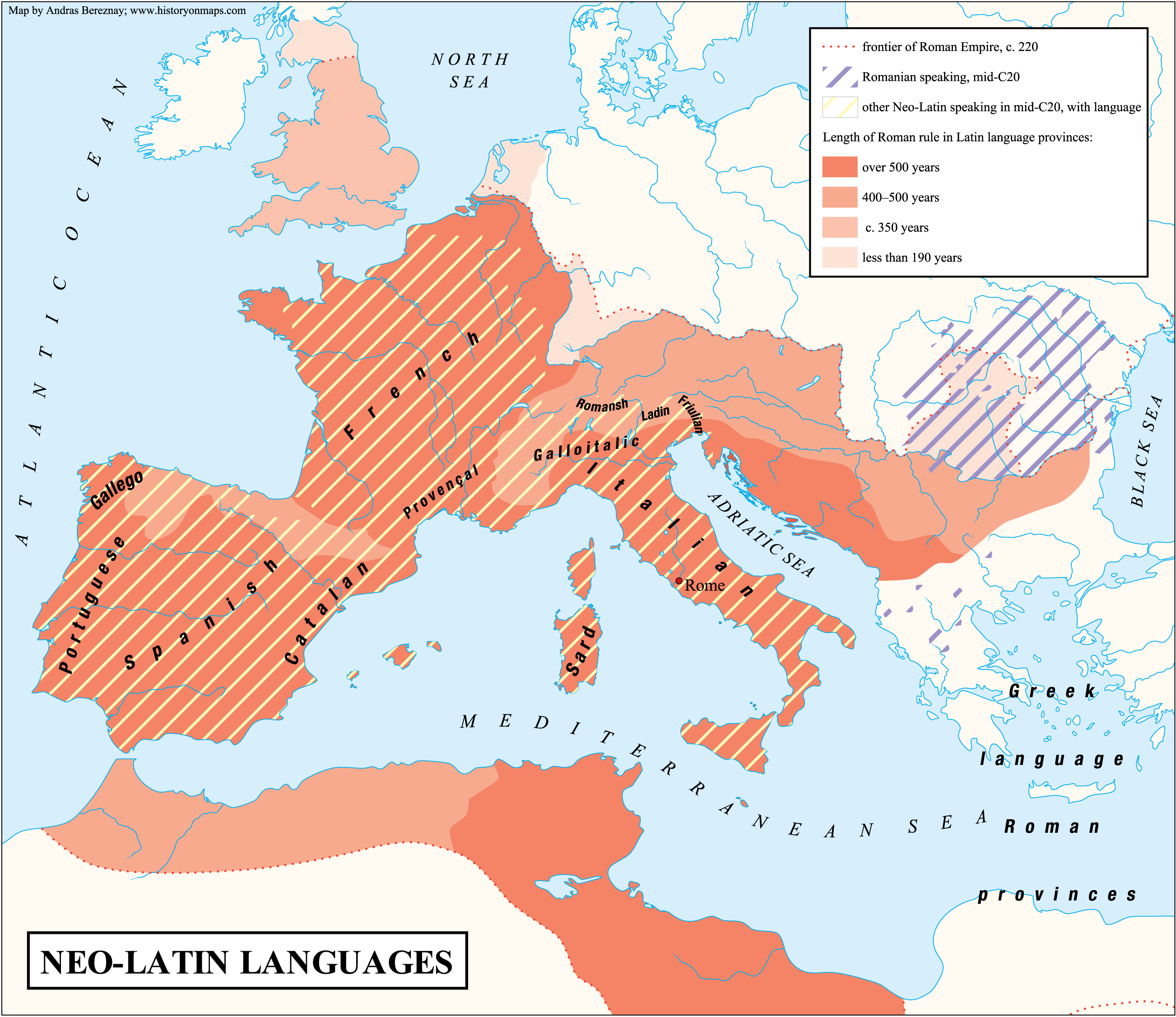
Extensão do domínio romano e as línguas românicas

Durante o declínio do Império Romano do Ocidente, e após a sua fragmentação e consequente colapso no século  V, variedades do latim começaram a surgir em cada local de forma acelerada, finalmente evoluindo cada qual para um continuum de diferentes tipologias. Os impérios ultramarinos estabelecidos por Portugal, Espanha, França, Bélgica e Itália do século XV em diante espalharam as suas respectivas línguas por outros continentes, de tal forma que cerca de 70% de todos os falantes de línguas românicas vivem hoje fora da Europa.

Fronteira linguística entre as línguas românicas e germânicas.• Alta Idade Média.
• Início do século XX.

Apesar das influências de línguas pré-romanas e das invasões, a fonologia, morfologia, léxico e sintaxe de todas as línguas românicas são predominantemente uma evolução do latim vulgar. Em particular, com apenas uma ou duas exceções, as línguas românicas perderam o sistema de declinação presente no latim e, como resultado, têm estrutura de frase SVO (Substantivo – Verbo – Objeto) e fazem amplo uso de preposições.

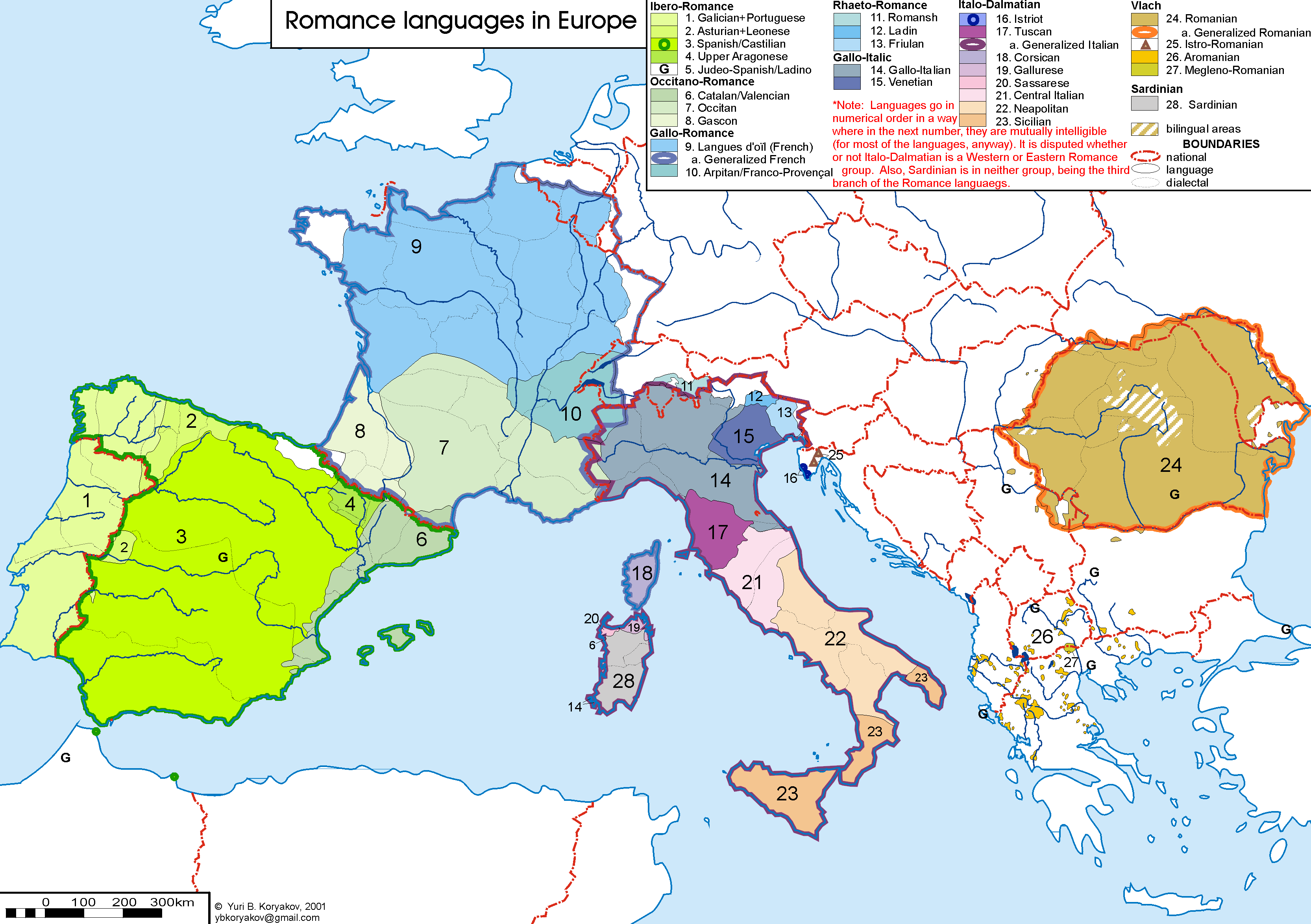
Línguas Neolatinas na Europa

## Dados
Há 1,2 bilhões de pessoas que falam alguma língua românica no mundo, o que faz esse ramo ter o maior número de falantes da família indo-europeia, à frente do ramo germânico, que possui mais de 730 milhões de falantes.
A lingua que possui um registro mais antigo que se pode diferenciar do latim vulgar é a francesa, com Juramentos de Estrasburgo, do ano de 842, seguida pela italiana com o Placiti Cassinesi de 860, ainda com bastantes diferenças para o italiano atual mas facilmente compreensível. A portuguesa com Carta de Doação à Igreja de Sozello de 870, porém devido ao fato de o documento ser uma cópia e o original ter sido perdido, só é reconhecido um documento de 1175 como o primero. As Glosas Emilianenses são consideradas o primeiro documento em castelhano, datado do final do século X. O romeno foi atestado pela primeira vez na Carta de Neacșu de 1521 escrita em alfabeto cirílico que só deixou de ser usado no século XIX.

## Nome

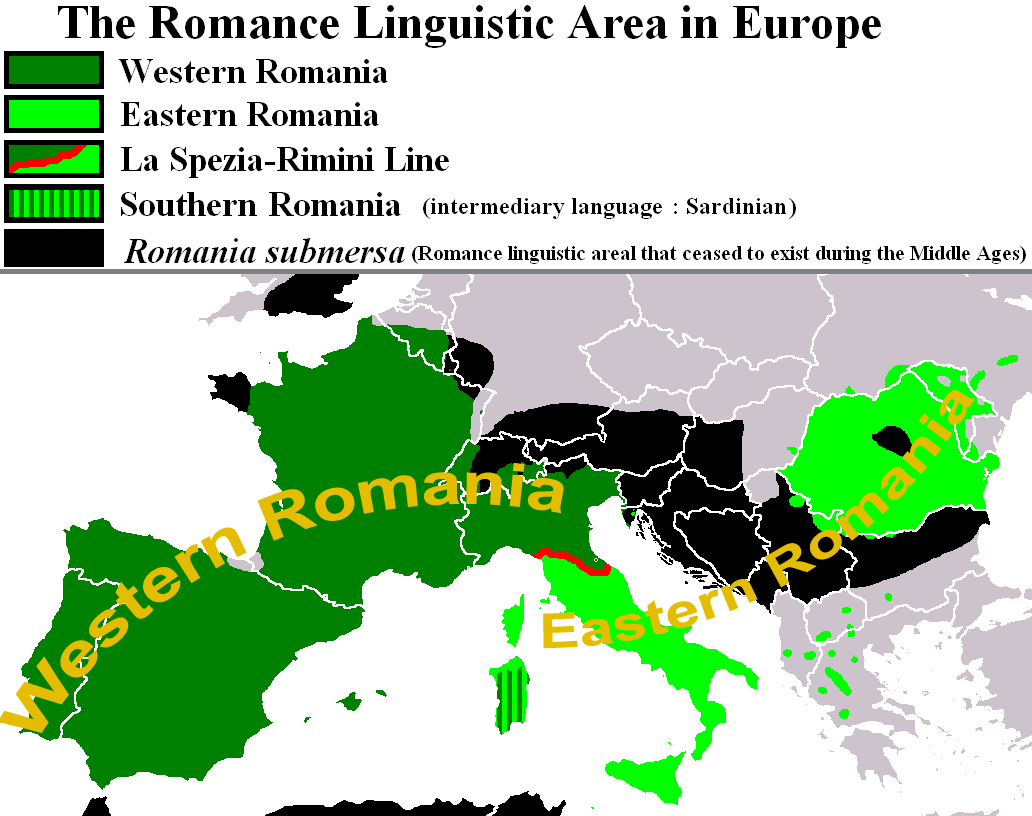
Romania submersa: territórios das línguas românicas extintas (em preto).

O termo "românico" vem do advérbio do latim vulgar romanice, derivado do latim formal Romanicus: por exemplo, na expressão Romanice Loqui, "falar em Românico" (isto é, no latim vernáculo), contrastando com Latine Loqui, "falar em língua Latina" (em latim medieval, a versão conservadora da língua utilizada na escrita e contextos formais ou como língua franca), e com Barbarice Loqui, "falar em Bárbaro" (as línguas não latinas dos povos que conquistaram o Império Romano). A partir deste advérbio se originou o substantivo românico, que foi aplicado inicialmente a qualquer coisa escrita em românico, ou no vernáculo romano.

A palavra "romântico" com o sentido moderno de "romance" ou amor tem a mesma origem. Enquanto a literatura medieval da Europa Ocidental era escrita normalmente em latim, os contos populares, muitas vezes centrados no amor, foram compostos no vernáculo, o qual foi chamado "romântico" (românico).

## Distribuição geográfica
São faladas em várias regiões da Europa, nas Américas (América Latina e Canadá, sobretudo no Quebec), África e Ásia.
Devido à semelhança entre estes idiomas e na tentativa de promover e assegurar o plurilinguismo e o multiculturalismo da Europa, foram desenvolvidos, com o apoio da União Europeia, vários projetos interuniversitários:
- «Galatea»

O conceito que se encontra na base destes projetos é o de intercompreensão.

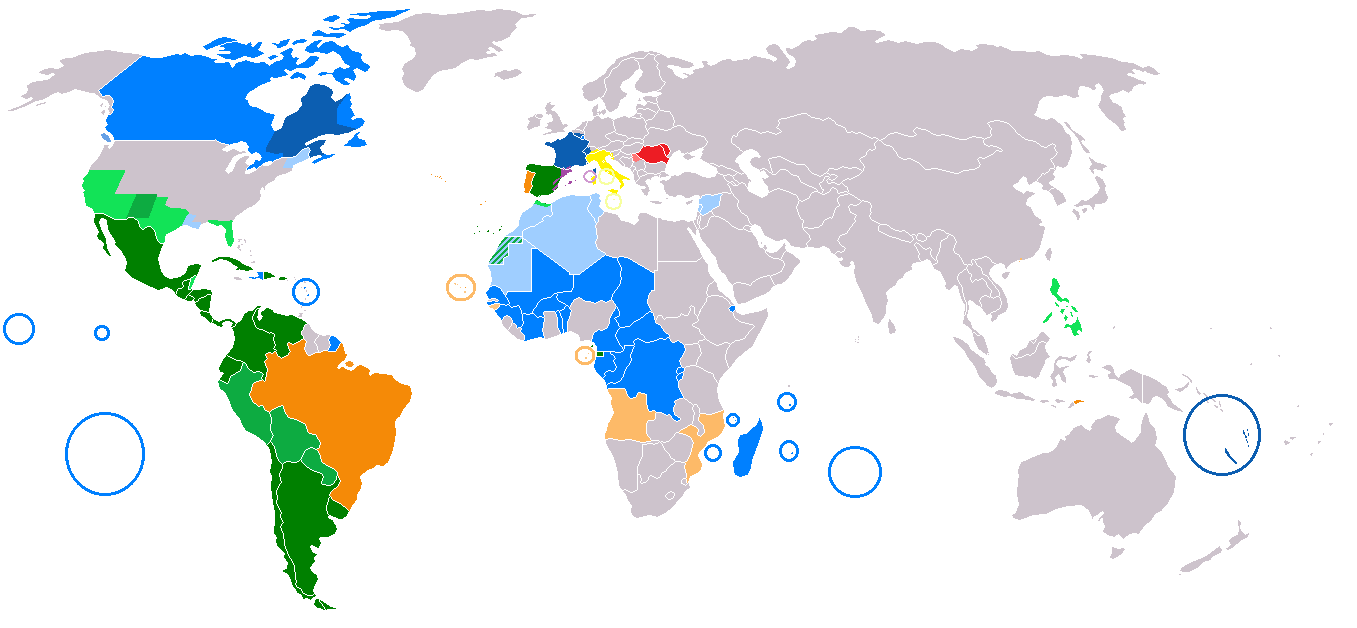
Legenda:
castelhano
português
francês
italiano
romeno
(cores escuras indicam língua oficial; cores claras, língua de uso comum).

### União Latina
Essa organização tinha a finalidade de promover e disseminar a essência comum das línguas românicas. Foi criada em 15 de maio de 1954. As línguas oficiais da união são o português, o francês, o italiano, o romeno, o castelhano e o catalão.
O bloco reunia 35 países, e sua sede permanecia em Paris, França. Seu secretariado também operava neste país.
A União veio à falência e encerrou suas atividades em 2012.

## Grau de evolução
Um estudo de 1949 do linguista Mario Pei, analisando o grau em que sete línguas românicas divergiam do latim vulgar em relação à vocalização do sotaque, produziu as seguintes medidas de divergência (com porcentagens mais altas indicando maior divergência das vogais tônicas do latim vulgar):
- Sardo logudorês: 8%
- Italiano: 12%
- Castelhano: 20%
- Romeno: 23,5%
- Occitano: 25%
- Português: 31%
- Francês: 44%

O estudo enfatizou, no entanto, que representava apenas "uma demonstração muito elementar, incompleta e provisória" de como métodos estatísticos poderiam medir mudanças linguísticas, atribuiu valores de pontos "francamente arbitrários" a vários tipos de mudanças e não comparou idiomas na amostra com relação a quaisquer características ou formas de divergência além de vogais tônicas, entre outras ressalvas.
O português e o francês possuem a fonética mais distante do latim. Uma das supostas razões pode ser um substrato céltico nestas línguas. O galego, do qual surgiu o português, teria sofrido influência do idioma lusitano, enquanto o francês teria sido influenciado pelo gaulês (além do forte substrato germânico).[carece de fontes?]
A língua portuguesa possui considerável léxico celta: "beiço" baikkio, "bura/buraco" buras, "calho/cascalho" caliavo, "tolo" tullon, "bugalho" bullaka, "broa" boruna, "berço" berce, "bilha" viria, "banastra/canastra" benna, "bouça" baudea, "coio" crodios, "menino" menno, "minhoca" mîlo (antigo miloca), "légua" leukā, "berro" bekko, "camisa" camisia, "carro" karro etc. Além disso o português falado em Portugal possui o constante som /ð/ forte, presente nas línguas celtas. Essa causa fonética ainda é estudada, e os indícios são grandes e consideráveis na evolução fonética da língua portuguesa.

Também há os sons delicados /ə/ e /ɨ/ que têm abrangência imensa nessas duas línguas (no caso do português, trata-se do dialeto falado em Portugal).

## Classificação
As línguas românicas podem ser classificadas em dois ramos ocidentais e orientais. Por sua vez, o ramo ocidental possui quatro grupos de línguas principais e outros três de transição.

### Línguas românicas orientais
- Línguas ítalo-dálmatas: Italiano, corso, siciliano e napolitano.[11]
- Línguas balco-românicas: Romeno, aromeno, megleno-romeno e istro-romeno.[12]

### Línguas românicas ocidentais
- Línguas ibero-românicas: Castelhano, português, galego, asturo-leonês e aragonês.[13]
- Línguas galo-românicas: Francês, franco-provençal, valão, normando, picardo, entre outras línguas.[14]

#### Grupos de transição
- Línguas occitano-românicas: Catalão e occitano, eles fazem uma transição entre as línguas galo-românicas e as ibero-românicas. A classificação alternativa é classificar o occitano como galo-românico e o catalão como ibero-românico ou outra classificação é classificar as duas línguas como galo-românicas ou ibero-românicas.[15]
- Línguas galo-itálicas: Lombardo, ligure, piemontês, emiliano-romanhol e véneto, eles fazem uma transição entre as línguas galo-românicas e as ítalo-românicas. A classificação alternativa é classificá-los como um subgrupo das línguas galo-românicas.[16]
- Línguas reto-românicas: Romanche, friulano e ladino, eles fazem uma transição entre as línguas galo-românicas e as ítalo-românicas. A classificação alternativa é classificá-los como um subgrupo das línguas galo-românicas.[16]
- O Istrioto faz uma transição entre as línguas românicas orientais, as línguas galo-românicas e as italo-românicas. Á classificação alternativa é classificá-la como uma língua italo-românica ou como inclassificável.[17]

#### Língua Isolada
- Sardo

## Inteligibilidade mútua
O Ethnologue cita as seguintes porcentagens como graus de inteligibilidade mútua entre diferentes línguas românicas:
| %         | Catalão | Galego | Italiano | Espanhol | Francês | Romanche | Romeno | Português | Occitano | Sardo |
| --------- | ------- | ------ | -------- | -------- | ------- | -------- | ------ | --------- | -------- | ----- |
| Catalão   |         | 85     | 87       | 85       | 85      | 75       | 73     | 88        | 95       | 76    |
| Galego    | 85      |        | 80       | 91       | 75      | 74       | 71     | 94        | 81       | 76    |
| Italiano  | 87      | 80     |          | 82       | 89      | 82       | 78     | 84        | 87       | 86    |
| Espanhol  | 85      | 91     | 82       |          | 75      | 74       | 72     | 95        | 82       | 76    |
| Francês   | 85      | 75     | 89       | 75       |         | 78       | 75     | 80        | 87       | 80    |
| Romanche  | 75      | 74     | 82       | 74       | 78      |          | 73     | 74        | 76       | 75    |
| Romeno    | 73      | 71     | 78       | 72       | 75      | 73       |        | 71        | 73       | 75    |
| Português | 88      | 94     | 84       | 95       | 80      | 74       | 71     |           | 81       | 79    |
| Occitano  | 95      | 81     | 87       | 82       | 87      | 76       | 73     | 81        |          | 78    |
| Sardo     | 76      | 76     | 86       | 76       | 80      | 75       | 75     | 79        | 78       |       |

## Exemplos para comparar
O artigo 1º da Declaração Universal dos Direitos Humanos em várias línguas neolatinas:
Latim:
Omnes homines liberi aequique dignitate atque iuribus nascuntur. Ratione conscientaque praediti sunt et alii erga alios cum fraternitate se gerere debent. 
Aragonês:
Toz os sers umanos naxen libres y iguals en dinnidá y dreitos. Adotatos de razón y conzenzia, deben comportar-sen fraternalmén unos con atros.
Asturiano:
Tolos seres humanos nacen llibres y iguales en dignidá y drechos y, pola mor de la razón y la conciencia de so, han comportase hermaniblemente los unos colos otros. 
Auvernês:
Ta la proussouna neisson lieura moé parira pà dïnessà mai dret. Son charjada de razou moé de cousiensà mai lhu fau arjî entremeî lha bei n'eime de freiressà. 
Corso:
Nascinu tutti l'omi libari è pari di dignità è di diritti. Pussedinu a raghjoni è a cuscenza è li tocca ad agiscia trà elli di modu fraternu.

Castelhano:
Todos los seres humanos nacen libres e iguales en dignidad y derechos y, dotados como están de razón y conciencia, deben comportarse fraternalmente los unos con los otros. 
Catalão:
Tots els éssers humans neixen lliures i iguals en dignitat i en drets. Són dotats de raó i de consciència, i els cal mantenir-se entre ells amb esperit de fraternitat.

Dálmatico:
Toče le kratóire umuone nasi líbere e konpagne in dignitut e dirit. Le sant dotuote de rasáun e de kosiansia e le du konporturse le jóine kole jultre int-el spírit dela frateluanza.
Emiliano-romanhol:
Tot j essèri umén nàs lébri e cumpagn in dignità e dirèt. Lou i è dutid ad rasoun e ad cuscinza e i à da operè, ognun ti cunfrunt at ch'j ilt, sa sentimint ad fratelènza.

Francês:
Tous les êtres humains naissent libres et égaux en dignité et en droits. Ils sont doués de raison et de conscience et doivent agir les uns envers les autres dans un esprit de fraternité.

Friulano/Friuliano:
Ducj i oms a nassin libars e compagns come dignitât e derits. A an sintiment e cussience e bisugne che si tratin un culaltri come fradis. 
Galego:
Todos os seres humanos nacen libres e iguais en dignidade e dereitos e, dotados como están de razón e conciencia, débense comportar fraternalmente uns cos outros. 
Italiano:
Tutti gli esseri umani nascono liberi ed eguali in dignità e diritti. Essi sono dotati di ragione e di coscienza e devono agire gli uni verso gli altri in spirito di fratellanza.

Judeu-espanhol:
Kada benadam i benadam nase forro i igual en dinyidad i en derechos. Todos son baale razón i konsiensia i deven komportarsen los unos verso los otros kon fraternidad

Leonês:
Tolos seres humanos nacen llibres y iguales en dinidá y dreitos y, dotaos comu tán de razon y conciencia, débense comportare los unos colos outros dientru d'un espíritu de fraternidá. 
Ligure:
Tytti i ommi nàscian libberi e yguâli in dignitæ e drîti. Sun dutæ de raxun e de cunscensa e dêvan agî i-yn versu i-âtri inte'n spirritu de fraternitæ. 
Mirandês:
Todos ls seres houmanos nácen lhibres i eiguales an denidade i an dreitos. Custuituídos de rezon i de cuncéncia, dében portar-se uns culs outros an sprito de armandade.

Occitano:
Totes los èssers umans naisson liures e egals en dignitat e en dreches. Són dotats de rason e de consciéncia e se devon comportar los unes amb los autres dins un esperit de fraternitat.

Piemontês:
Tuij j'esser uman a nasso liber e uguaj an dignità e dirit. A l'han ëd rasonament e 'd cossienssa e a l'han da comportesse j'un con j'aotri an spirit ëd fradlanssa.

Picardo:
Tos lès-omes vinèt å monde lîbes èt égåls po çou qu'èst d' leû dignité èt d' leûs dreûts. Leû re°zon èt leû consyince elzî fe°t on d'vwér di s'kidûre inte di zèle come dès frès. 
Português:
Todos os seres humanos nascem livres e iguais em dignidade e em direitos. Dotados de razão e de consciência, devem agir uns para com os outros em espírito de fraternidade.
Provençal:
Tóuti lis uman naisson libre. Soun egau pèr la digneta e li dre. An tóuti uno resoun e uno counsciènci. Se dèvon teni freirenau lis un 'mé lis autre.
Romanche:
Tuots umans naschan libers ed eguals in dignità e drets. Els sun dotats cun intellet e conscienza e dessan agir tanter per in uin spiert da fraternità.
Romeno:
Toate fiinţele umane se nasc libere şi egale în demnitate şi în drepturi. Ele sunt înzestrate cu raţiune şi conştiinţă şi trebuie să se comporte unele faţă de altele în spirit de fraternitate. 
Sardo:
Totu sos èsseres umanos naschint lìberos e eguales in dinnidade e in deretos. Issos tenent sa resone e sa cussèntzia e depent operare s'unu cun s'àteru cun ispìritu de fraternidade. 
Valão:
Tos lès-omes vinèt-st-å monde lîbes, èt so-l'minme pîd po çou qu'ènn'èst d'leu dignité èt d'leus dreûts. I n'sont nin foû rêzon èt-z-ont-i leû consyince po zèls, çou qu'èlzès deût miner a s'kidûre onk' po l'ôte tot come dès frés. 
Vêneto:
Tuti i èsari umani i nase łìbari e conpanji par dinjità e deriti. I ze dotài de rajon e de cosiensa e i ga da conportarse intrà de łori co spìrito de fradełi. 

## Comparação e palavras comuns
| Português | Latim              | Galego | Italiano | Castelhano | Francês | Romeno     | Catalão |
| --------- | ------------------ | ------ | -------- | ---------- | ------- | ---------- | ------- |
| homem     | homō, hominem      | home   | uomo     | hombre     | homme   | om         | home    |
| mulher    | mulier, mulierem   | muller | donna    | mujer      | femme   | muiere     | dona    |
| filho     | fīlius             | fillo  | figlio   | hijo       | fils    | fiu        | fill    |
| árvore    | arbor              | árbore | albero   | árbol      | arbre   | arbore/pom | arbre   |
| água      | aqua               | auga   | acqua    | agua       | eau     | apă        | aigua   |
| fogo      | focum              | fogo   | fuoco    | fuego      | feu     | foc        | foc     |
| chuva     | pluvia             | chuvia | pioggia  | lluvia     | pluie   | ploaie     | pluja   |
| noite     | nox, noctem        | noite  | notte    | noche      | nuit    | noapte     | nit     |
| terra     | terra              | terra  | terra    | tierra     | terre   | țară       | terra   |
| céu       | caelum             | ceo    | cielo    | cielo      | ciel    | cer        | cel     |
| alto      | altus              | alto   | alto     | alto       | haut    | înalt      | alt     |
| novo      | novum              | novo   | nuovo    | nuevo      | nouveau | nou        | nou     |
| velho     | vetus              | vello  | vecchio  | viejo      | vieux   | vechi      | vello   |
| cavalo    | caballus           | cabalo | cavallo  | caballo    | cheval  | cal        | cavall  |
| vaca      | vacca              | vaca   | vacca    | vaca       | vache   | vacă       | vaca    |
| cabra     | capra              | cabra  | capra    | cabra      | chèvre  | capră      | cabra   |
| cão       | canis              | can    | cane     | can/perro  | chien   | câine      | can/gos |
| fazer     | facere             | facer  | fare     | hacer      | faire   | face       | fer     |
| leite     | lac                | leite  | latte    | leche      | lait    | lapte      | llet    |
| olho      | oculus             | ollo   | occhio   | ojo        | œil     | ochi       | ull     |
| língua    | lingua             | lingua | lingua   | lengua     | langue  | limbă      | llengua |
| mão       | manus              | man    | mano     | mano       | main    | mână       | mà      |
| pele      | pellem             | pel    | pelle    | piel       | peau    | piele      | pell    |
| pelo      | pilus              | pelo   | pelo     | pelo       | poil    | păr        | pèl     |
| sangue    | sanguis, sanguinem | sangue | sangue   | sangre     | sang    | sânge      | sang    |
| unha      | ungula             | uña    | unghia   | uña        | ongle   | unghie     | ungla   |
| pão       | panis              | pan    | pane     | pan        | pain    | pâine      | pa      |
| negro     | niger, nigrum      | negro  | nero     | negro      | noir    | negru      | negre   |
| eu        | ego                | eu     | io       | yo         | je      | eu         | jo      |
| nosso     | noster             | noso   | nostro   | nuestro    | notre   | nostru     | nostre  |
| três      | trēs               | tres   | tre      | tres       | trois   | trei       | très    |
| quatro    | "quattuor/quattro" | catro  | quattro  | cuatro     | quatre  | patru      | quatre  |
| cinco     | "quīnque/cīnque"   | cinco  | cinque   | cinco      | cinq    | cinci      | cinc    |
| seis      | sex                | seis   | sei      | seis       | six     | șase       | sis     |
| sete      | septem             | sete   | sette    | siete      | sept    | șapte      | set     |
| oito      | octō               | oito   | otto     | ocho       | huit    | opt        | vuit    |
| nove      | novem              | nove   | nove     | nueve      | neuf    | nouă       | nove    |
| dez       | decem              | dez    | dieci    | diez       | dix     | zece       | deu     |